# خانواده امروزی
خانواده امروزی (به انگلیسی: Modern Family) نام یک مجموعه تلویزیونی کمدی آمریکایی است که توسط کریستوفر لوید و استیون لویتان در شبکه تلویزیونی ABC ساخته شد. در سال ۲۰۱۰ این مجموعه توانست جایزه بهترین کمدی جوایز امی را به همراه چهار جایزه دیگر امی از آن خود کند. این مجموعه در قالب ۲۵۰ قسمت ۲۲ دقیقه‌ای ساخته و پخش شده‌اند. فصل اول این سریال در ۲۳ سپتامبر ۲۰۰۹ به نمایش درآمد.
در این سریال تلویزیونی ۳ خانواده که از قشر نسبتاً مرفه آمریکا هستند با روابط خانوادگی، به یک دیگر مربوط شده و داستان زندگی آن‌ها به صورت طنز به تصویر کشیده می‌شود.

## خلاصه
در این سریال به خانواده های «جی پریچت»، دخترش «کلر» و پسرش «میچل» که همگی در لس آنجلس زندگی می کنند پرداخته می شود. «کلر» مادر خانه داری است که همسر «فیل دانفی» است و سه بچه دارد. جی با «گلوریا»، دختر جوان کلمبیایی ازدواج کرده و به او کمک می کند تا پسر نونهالش را بزرگ کند. «میچل» و شریک زندگی‌اش «کامرون تاکر»، کودکی ویتنامی بنام «لیلی»، را به فرزند خواندگی گرفته اند و . . .

## پخش جهانی
خانواده امروزی در بیش از ۳۰ کشور جهان همچون نمایش داده میشد و همچنین در کشورهای دیگری مثل ایران، یونان و شیلی سریالی با اقتباس از همین سریال ساخته شده است.

## مجموعههفت سنگ
در تابستان (رمضان) سال ۱۳۹۳، شبکه ۳ صدا و سیمای جمهوری اسلامی ایران، اقدام به ساخت و پخش سریالی به نام هفت سنگ کرد که به سریال خانواده امروزی شبیه بود. در سریال هفت سنگ شخصیت همجنس‌گرای نسخه اصلی حذف شده بود.